# Angel Reese
Angel Reese (* 6. Mai 2002 in Randallstown im Baltimore County, Maryland) ist eine US-amerikanische Basketballspielerin der nordamerikanischen Profiligen WNBA und Unrivaled.

## Leben und Karriere
Vor ihrer professionellen Karriere in der WNBA spielte Reese von 2020 bis 2022 College-Basketball für die Teams der University of Maryland, College Park (UMCP) und von 2022 bis 2024 für der Louisiana State University (LSU). Beim WNBA Draft 2024 wurde Reese an 7. Stelle von den Chicago Sky ausgewählt, für die sie in der Saison 2024 auch antrat.

## Auszeichnungen
- Unrivaled-Defensive Player of the Year 2025

Bei den BET Awards wurde sie 2023 und 2024 als Sportswoman of the Year ausgezeichnet.
In ihrer Premierensaison 2024 verdiente sie sich als Rookie für durchschnittlich 13,1 Rebounds die Auszeichnung WNBA Peak Performer. Einen Wert in dieser Höhe hatte es bis dahin in der Geschichte der WNBA nicht gegeben.